# Hissor (Bezirk)
Hissor  (auch übersetzt als Hissar, Gissar) oder Nohijai Hisor (tadschikisch: Ноҳияи Ҳисор, russisch: Гиссарский район) ist eine 1932 gegründete Verwaltungseinheit (Bezirk/Rajon) innerhalb der Region der republikanischen Unterordnung in Tadschikistan, westlich der Hauptstadt Duschanbe, zwischen dem Bezirk Varzob im Osten und dem Bezirk Shahrinav im Westen. Die Hauptstadt Hissor ist eine Stadt mit 280.000 Einwohnern, etwa 10 km westlich von Duschanbe, im Zentrum des fruchtbaren Gissar-Tals.  Um 2018 wurde der Bezirk mit der Stadt Hisor verschmolzen.

## Verwaltungseinheit
Der Bezirk ist in 10 Dschamoats unterteilt.
| Dschamoats    |            |
| Name          | Population |
| Almosi        | 15.029     |
| Dehqonobod    | 13.698     |
| Durbat        | 14.136     |
| Hissor        | 20.524     |
| Karamqul      | 15.152     |
| Chonako       | 20.500     |
| Chonakohikuhi | 20.392     |
| Mirso Riso    | 18.538     |
| Navobod       | 19.496     |
| Scharora      | 08.291     |